# Арест Экрема Имамоглу

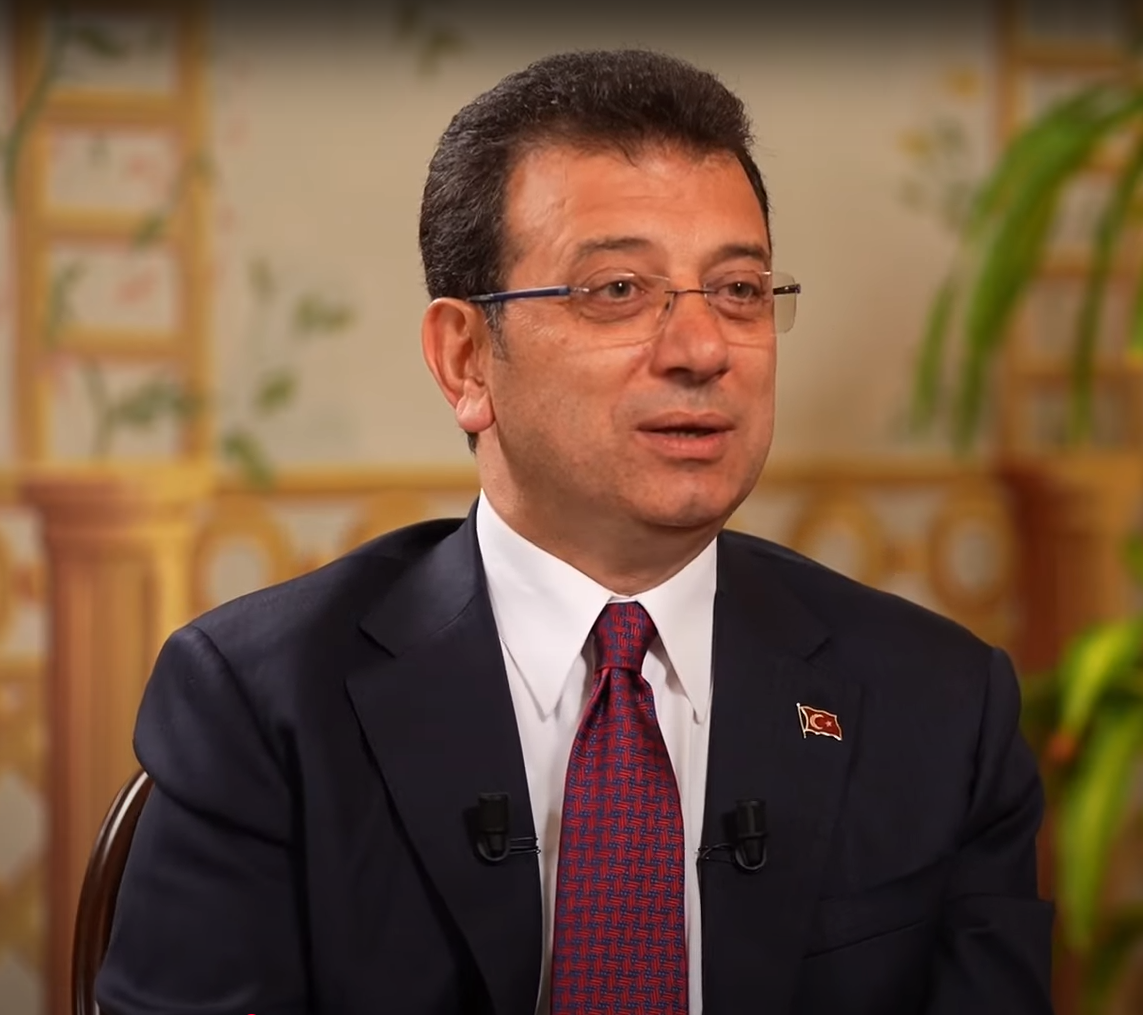
Имамоглу в марте 2024 года

19 марта 2025 года был задержан мэр Стамбула Экрем Имамоглу, которого считают главным соперником президента Турции Реджепа Тайипа Эрдогана. Имамоглу и ещё более 100 человек обвиняют во взяточничестве и связях с запрещенной Рабочей партией Курдистана, также были выдвинуты обвинения в адрес чиновников стамбульской мэрии в коррупции при проведении закупок. Задержан пресс-секретарь мэра Мурат Онгун. В материалах расследования Имамоглу фигурирует как «глава организованной преступной группировки».
Мэр в Твиттере перед задержанием написал: «Я говорю это с чувством печали. Горстка умов, пытающихся узурпировать волю нашей нации, использовала моих любимых полицейских в качестве инструментов зла. Мы столкнулись с великой тиранией, но мы не сдадимся. Я доверяю себя своей нации. Пусть все знают, что я буду стоять прямо. Я продолжу бороться».

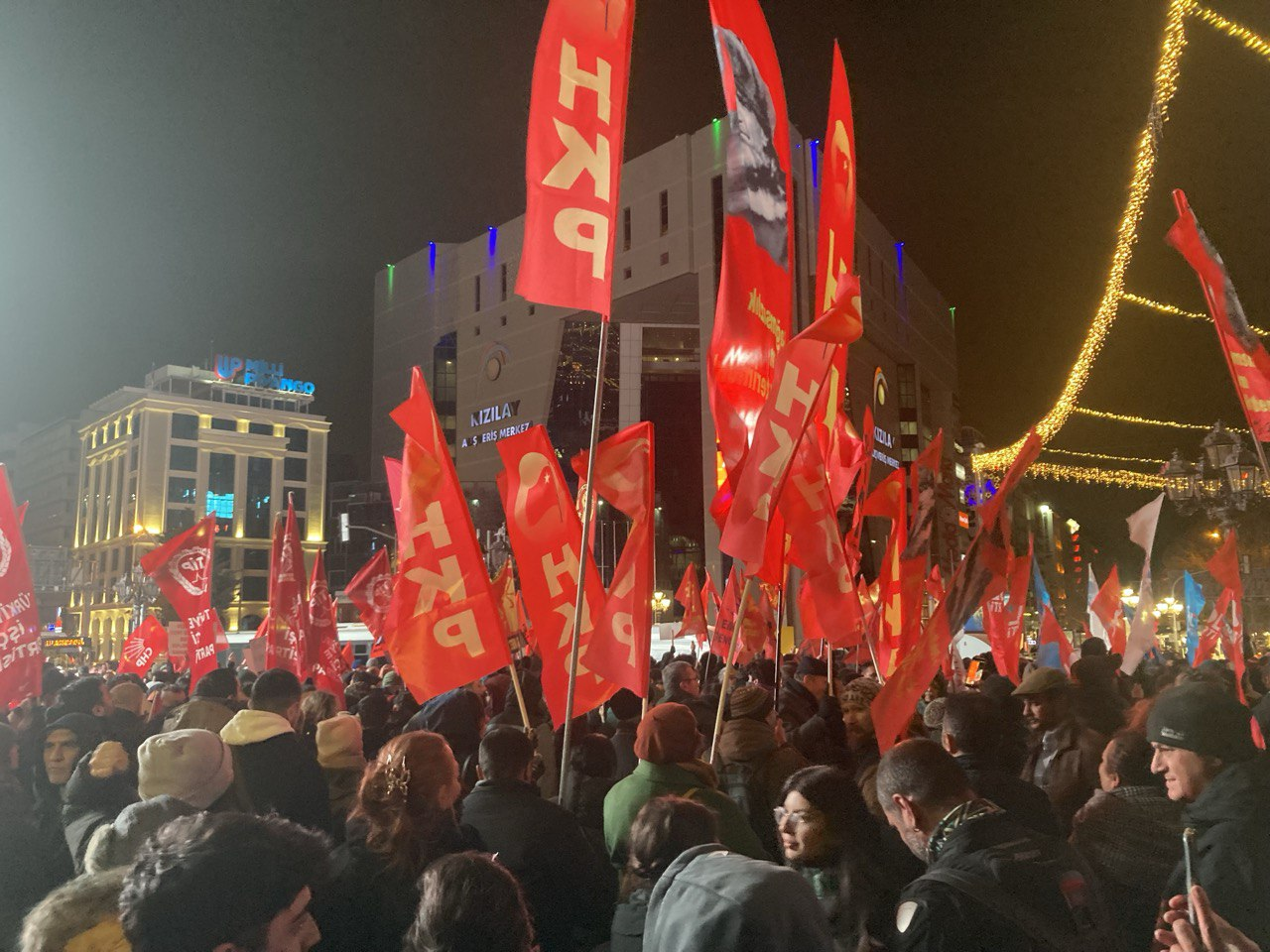
Протесты в Анкаре

Накануне задержания Стамбульский университет аннулировал его диплом о высшем образовании, что может помешать Имамоглу баллотироваться на президентских выборах в 2028 году. Турецкие СМИ сообщают, что мэр был доставлен в суд, в его доме были проведены обыски.
После задержания в Стамбуле начались протесты, хотя власти запретили выходить на них до 23 марта. Были закрыты несколько станций метро, в том числе «Таксим».
23 марта Имамоглу был арестован.